# Marta Onofre
Marta Onofre (ur. 28 stycznia 1991 w Lizbonie) – portugalska lekkoatletka, tyczkarka.

## Osiągnięcia
| Rok  | Impreza                              | Miejsce        | Lokata            | Wynik |
| ---- | ------------------------------------ | -------------- | ----------------- | ----- |
| 2007 | Olimpijski Festiwal Młodzieży Europy | Belgrad        | 15. miejsce       | 3,20  |
| 2011 | Młodzieżowe mistrzostwa Europy       | Ostrawa        | el. – 15. miejsce | 3,95  |
| 2014 | Mistrzostwa Europy                   | Zurych         | el. – 24. miejsce | 4,15  |
| 2015 | I liga drużynowych mistrzostw Europy | Heraklion      | 4. miejsce        | 4,25  |
| 2015 | Uniwersjada                          | Gwangju        | 8. miejsce        | 4,15  |
| 2016 | Halowe mistrzostwa świata            | Portland       | –                 | NM    |
| 2016 | Mistrzostwa Europy                   | Amsterdam      | el. – 15. miejsce | 4,35  |
| 2016 | Igrzyska olimpijskie                 | Rio de Janeiro | el. – 24. miejsce | 4,30  |

Mistrzyni kraju (2013 – stadion), trzykrotna srebrna medalistka mistrzostw Portugalii (2012 – hala, 2012 – stadion i 2013 – hala).

## Rekordy życiowe

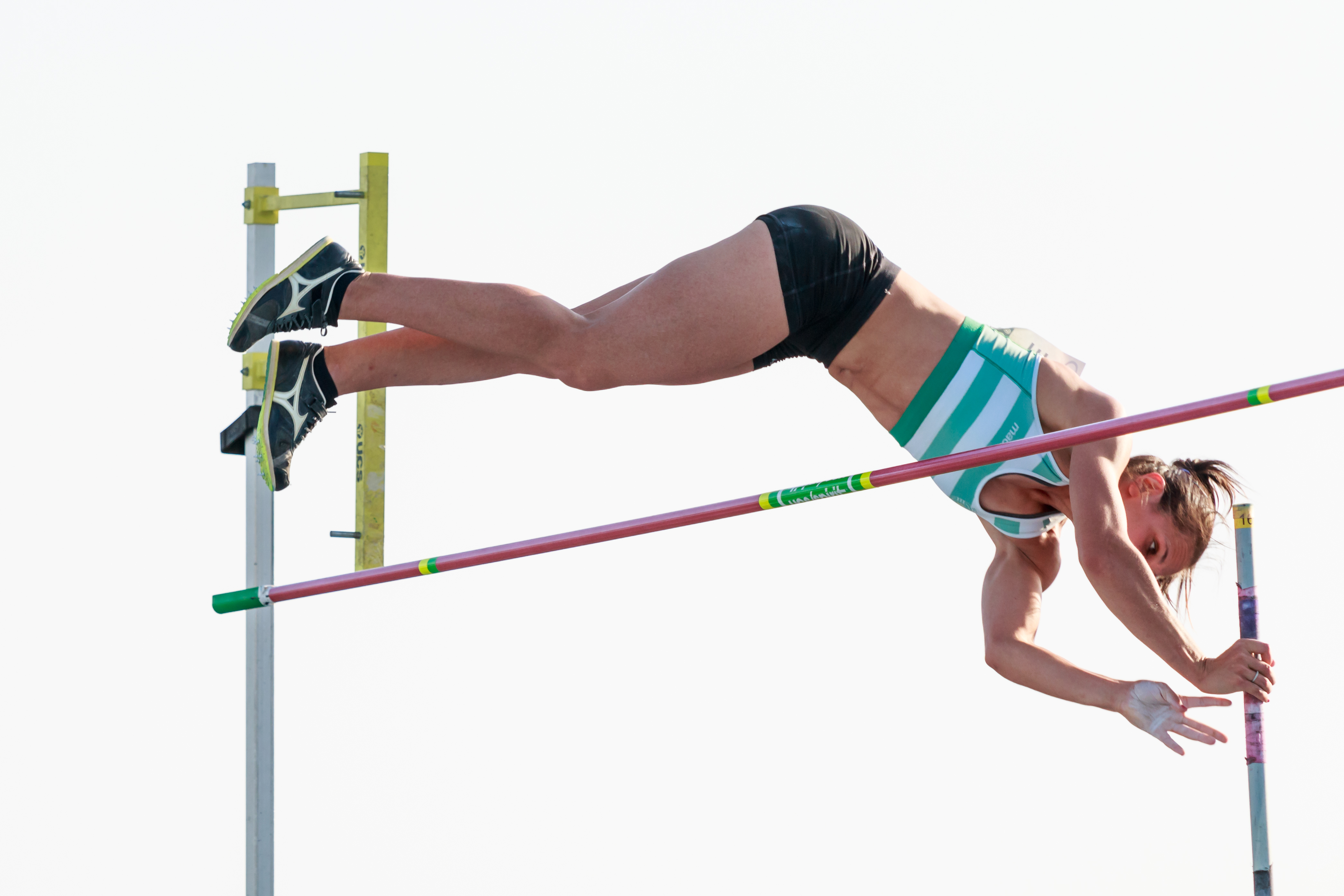
Marta Onofre

- Marta OnofreSkok o tyczce (stadion) – 4,40 (2017)
- Skok o tyczce (hala) – 4,51 (2016) rekord Portugalii